# Хідіятуллін Вагіз Назірович
Вагіз Назірович Хідіятуллін (рос. Вагиз Назирович Хидиятуллин, тат. Wağiz Nazir uğlı Hidiətullin, Вагыйзь Назир улы Һидиятуллин, нар. 3 березня 1959, Губаха) — колишній радянський та російський футболіст татарського походження, що грав на позиції захисника. Майстер спорту СРСР міжнародного класу (1977), Заслужений майстер спорту СРСР (1980).
Насамперед відомий виступами за клуб «Спартак» (Москва), з яким двічі ставав чемпіоном СРСР, а також національну збірну СРСР.

## Клубна кар'єра
У дорослому футболі дебютував 1976 року виступами за «Спартак» (Москва), в якій провів чотири сезони, взявши участь у 118 матчах чемпіонату. Більшість часу, проведеного у складі московського «Спартака», був основним гравцем захисту команди. За цей час виборов титул чемпіона СРСР.
На початку 1981 року був забраний в армію і став виступати за ЦСКА (Москва). 1982 року Вагіз зазнав серйозної травми, після лікування якої був відправлений в львівські СКА «Карпати».
1986 року Хідіятуллін повернувся в «Спартак» (Москва), з яким в наступному сезоні виграв ще один титул чемпіона СРСР.
Після вдалого виступу на Євро-1988, Вагіза помітили закордоном і футболіст підписав контракт з французькою «Тулузою», де провів два роки, але у 1990   покинув клуб на правах вільного агента, після чого виступав за нижчолігові французькі клуби «Монтобан» та «Лабеж».
1994 року Хідіятуллін повернувся в Москву, підписавши контракт з «Динамо», проте через хронічні травми незабаром був змушений завершити професійну кар'єру.

## Виступи за збірну
Хідіятуллін виступав у складі молодіжної збірної СРСР, яка в 1976 стала чемпіоном Європи, а в 1977 — чемпіоном світу серед однолітків.
6 вересня 1978 року дебютував в офіційних матчах у складі збірної СРСР в товариській грі зі збірною Ірану, в якій відразу забив єдиний в матчі гол.
1980 року виступав у складі збірної СРСР на домашньому олімпійському футбольному турнірі, на якому здобув бронзові нагороди.
В подальшому в складі збірної був учасником чемпіонату світу 1982 року в Іспанії, чемпіонату Європи 1988 року у ФРН, де разом з командою здобув «срібло», та чемпіонату світу 1990 року в Італії.
Всього протягом кар'єри у національній команді, яка тривала 13 років, провів у формі головної команди країни 58 матчів, забивши 6 голів.

## Титули і досягнення
- Чемпіон Європи (U-18): 1976
- Чемпіон світу (U-20): 1977
- Бронзовий олімпійський призер: 1980
- Віце-чемпіон Європи: 1988
- Чемпіон СРСР (2):

«Спартак» (Москва): 1979, 1987
- Володар Кубка Росії (1):

«Динамо» (Москва): 1994